# Doany
Doany is een plaats en commune in het noorden van Madagaskar, behorend tot het district Andapa dat gelegen is in de regio Sava. Tijdens een volkstelling in 2001 telde de plaats 19.928 inwoners.
In de buurt van de plaats bevindt zich een lokale luchthaven. De plaats biedt alleen lager onderwijs en beperkt middelbaar onderwijs aan. 99% van de bevolking werkt er als landbouwer. De belangrijkste landbouwproducten zijn koffie en vanille, andere belangrijke producten zijn pinda's en bonen. Verder is 1% actief in de dienstensector.